# 第百十四号魚雷艇
| 一一四号魚雷艇 |                                                    |
| 艦歴           |                                                    |
| 建造           |                                                    |
| 起工           |                                                    |
| 進水           |                                                    |
| 竣工           | 1940年                                             |
| その後         | 1942年5月捕獲 終戦前に戦没                         |
| 除籍           |                                                    |
| 要目           |                                                    |
| 排水量         | 40トン                                             |
| 全長           | 20.00m                                             |
| 全幅           | 4.00m                                              |
| 吃水           | 1.10m                                              |
| 機関           | ソーニクロフト式ガソリンエンジン3基 3軸、1,800馬力 |
| 速力           | 39.0ノット                                         |
| 航続距離       |                                                    |
| 燃料           | ガソリン                                           |
| 乗員           |                                                    |
| 兵装           | 45cm魚雷落射機2基 13mm機銃1挺                      |

一一四号魚雷艇（114ごうぎょらいてい）は日本海軍の捕獲魚雷艇。
元フィリピン海軍の所属艇で1940年（昭和15年）にイギリス・ソーニクロフト社で竣工した「QIII」。木製船体で速力39ノットを誇った。日本海軍が1942年（昭和17年）5月にフィリピン・キャビテ軍港で着底しているのを捕獲、第103工作部により1943年（昭和18年）4月に整備完成、同方面で使用された。大戦末期に戦没したと言われている。